# 克里沃京
50°56′45″N 28°4′52″E / 50.94583°N 28.08111°E
克里沃京（烏克蘭語：Кривотин），是烏克蘭北部的村莊，隸屬日托米爾州的茲維亞赫爾區。該村始建於1687年，面積1.03平方公里，海拔高度213米，2001年人口319，人口密度每平方公里309.71人。